# برنتفورد (داکوتای جنوبی)
برنتفورد(به انگلیسی: Brentford) شهری در ایالت داکوتای جنوبی کشور ایالات متحده آمریکا است که جمعیت آن در سرشماری سال ۲۰۱۰ میلادی، ۷۷ نفر بوده‌است.